# Чернелівці
Чернелі́вці —  село в Україні, у Вовковинецькій селищній громаді Хмельницького району Хмельницької області. Населення становить 198 осіб.

## Відомі люди
Клітинський Олександр Іванович — член організації «Білий Молот», громадський активіст, учасник Революції гідності. Один із Небесної сотні. Герой України.